# Ierse waterspaniël
De Ierse waterspaniël is een hondenras dat ontstaan is in Ierland. Het is de grootste spaniël: reuen worden ongeveer 56 centimeter hoog, teven ongeveer 53 centimeter.
Over het ontstaan van het ras is geen zekerheid. Sommigen denken dat Ierse honden invloed hebben gehad van poedels, anderen denken aan een kruising tussen oorspronkelijke Ierse honden met Portugese waterhonden.
De Ierse waterspaniël is een echte jachthond, geschikt voor verschillende soorten van jacht, maar met name voor de jacht op watervogels. Het ras is van alle spaniëls het meest zeldzaam. Een bijzonder kenmerk is dat zijn vacht niet bestaat uit bont, maar uit haar. De vacht heeft kleine krullen. Een ander opvallend kenmerk is de kale rechte staart, die aan de staart van een rat doet denken.